# Wadj-wer

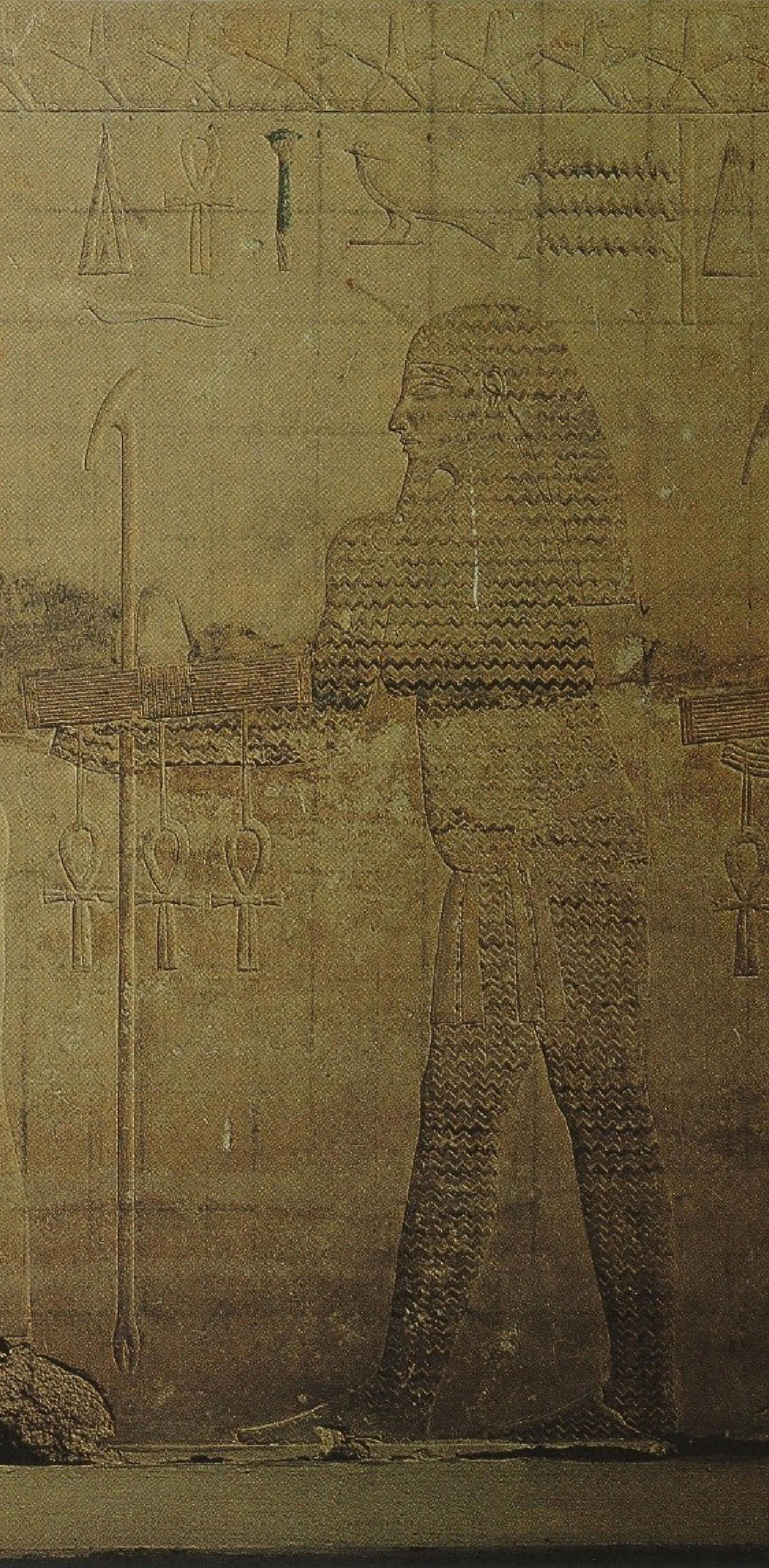
Wadj-wer en las paredes de la pirámide de Sahura

Wadj-wer, también llamado Uatch-ur, es un dios egipcio de la fertilidad cuyo nombre significa el "Gran Verde".
Wadj-wer también era una personificación del Mar Mediterráneo; aunque también representaba las lagunas y los lagos de la parte más norte del Delta del Nilo, como sugieren algunos textos.que describen al "Gran Verde" como tierras áridas que podían ser cruzadas a pie, probablemente referenciando a los caminos entre dos o más ríos.
La atestación conocida más temprana de Wadj-wer está datada en la V Dinastía, en el templo mortuorio de la pirámide de Sahura, en Abusir; aquí, es similar al dios Hapi (con el mismo aspecto de todas las divinidades acuáticas tanto marinas como fluviales). También aparece en las paredes de la (XX Dinastía) tumba QV55 del príncipe Amenherjepeshef, hijo de faraón Ramsés III.